# 世界四大一覧
世界四大一覧（せかいよんだいいちらん）は、特定分野で世界を代表する4種の事物の一覧。必ずしも統計や世論調査による上位4種と一致するわけではない。複数の説がある場合はその旨記載。

## 宗教・哲学
- 世界四大宗教（四教）
  - キリスト教、イスラム教、仏教、ヒンドゥー教[1]
  - キリスト教、ユダヤ教、イスラム教、仏教[2]
  - キリスト教、イスラム教、仏教、儒教[3]
- 世界の四聖
  - 釈迦、孔子、イエス・キリスト、ムハンマド・イブン＝アブドゥッラーフ（またはソクラテス）[4]
- 四聖の別の定義
  - ソクラテス、イマヌエル・カント、孔子、釈迦 - 井上円了は古今東西の哲学を代表する聖賢として四聖を定めた[5]

## 歴史・地理
- 世界四大文明
  - エジプト文明、メソポタミア文明、インダス文明、黄河文明(殷王朝)[3] - 金沢大学教授の村井淳志によると、四大文明という言い方は日本独特のものだという。江上波夫の作った用語で、『再訂世界史』(昭和27、山川出版社)が初出[6]
- 世界四大都市
  - （世界都市）ロンドン、ニューヨーク、東京、パリ - 森記念財団都市戦略研究所が、都市の力を表す6分野（経済、研究・開発、文化・交流、居住、環境、交通・アクセス）における分野別ランキングと、5つのアクター（経営者、研究者、アーティスト、観光客、生活者）の視点から評価を行う[7] [8]
  - （巨大都市）東京、ジャカルタ、デリー、マニラ - 人口重視。東京は横浜含む[9]

## 社会
- 四大中央銀行
  - 連邦準備理事会、中国人民銀行、日本銀行、欧州中央銀行[10]
- 経済学の世界四大コレクション
  - ゴールドスミス・コレクション、クレス・コレクション、セリグマン・コレクション、メンガー・コレクション - 経済学の文献のデータベース。大学図書館などで利用できる。[11]
- 四大金融センター
  - 1位:ロンドン、2位:ニューヨーク、3位:香港、4位:シンガポール - 英国のシンクタンクZenが中国開発機構(CDI)と共同で実施した調査(2017年9月発表。ランキングは年により変動しうる)[12]
- 世界四バカ
  - ピラミッド、万里の長城、戦艦大和、新幹線 - 太平洋戦争末期、帝国海軍士官のあいだで「世界の三バカ」という言葉が流行した(ピラミッド、万里の長城、戦艦大和。金と労力ばかり必要で、大きな図体をしながら役に立たないことを揶揄)。元帝国海軍士官で作家の阿川弘之が、新幹線も同様で建設資金の回収に苦しむだけで、世界四バカになるのではないかと新聞紙面で発言。後に誤りを認める[13]

## 動植物
- 四大珍獣
  - オカピ、コビトカバ、ジャイアントパンダ、ケニアボンゴ[14]
- 世界四大街路樹
  - プラタナス、ニレ、ボダイジュ、マロニエ[15]

## 生活
- 世界四大スパイス
  - コショウ、シナモン、ナツメグ、クローブ[16]
- 紅茶の世界四大銘茶
  - ダージリン(インド)、ウバ(セイロン)、キーマン(中国)の「紅茶の世界三大銘茶」に、アッサム(インド)を加えて世界四大銘茶とする[17]
- 世界四大スピリッツ
  - ジン、ウォッカ、テキーラ、ラム[18]
- 世界四大ウイスキー
  - アイリッシュ、スコッチ、アメリカン、カナディアン[19]
- 世界三大スープ(※四つある)
  - ブイヤベース(フランス・プロヴァンス地方)、フカヒレスープ(中国)。3番目はトムヤムクン(タイ)またはボルシチ(ウクライナ) - 世界中のグルメの中で、まだコンセンサスが得られていない[20]

## 産業
- 世界四大作物
  - 小麦、米、トウモロコシ、ジャガイモ[21]
- 世界四大穀物
  - トウモロコシ、ダイズ、コメ、コムギ[22]
- 四大穀物メジャー(穀物ジャイアンツ)
  - ADM、ブンゲ(Bunge)、カーギル(Cargill)、ドレフュス(Dreyfus) - 総称してABCDと呼ぶ。全世界穀物輸出量の80%を取り扱う[23]
- 世界の四大ビールメーカー
  - 2010年2月、調査会社プラトー・ロジックの発表。1位:アンハイザー・ブッシュ・インベブ(ベルギー)、2位:SABミラー(英国)、3位:ハイネケン(オランダ)、4位:カールスバーグ(デンマーク) - 5位以下を大きく引き離す。4社合わせると世界シェアの半分以上を占める[24]
- 世界四大漁場
  - 太平洋北西部漁場、太平洋北東部漁場、大西洋北西部漁場、大西洋北東部漁場[25]
- 四天王（Gang of Four, IT業界の4強）。Four Horsemen(ヨハネの黙示録の四騎士)とも
  - Apple、Google、Facebook、Amazon(総称してAGFAまたはGAFAという)[26]
- 世界四大印刷機材展
  - PRINT(シカゴ）、IPEX(ロンドン）、IGAS(東京）、drupa(デュッセルドルフ）[27]
- 世界四大船主
  - 北欧、香港、ピレウス、今治[28]

## 文化・芸術
- 四大美術館
  - メトロポリタン美術館、ルーヴル美術館、エルミタージュ美術館、国立故宮博物院（北京説・台北説）このほか、大英博物館やプラド美術館が入る説もある
- 四大博物館
  - メトロポリタン美術館、ルーヴル美術館、エルミタージュ美術館、国立故宮博物院（台北）[29]
- 世界四大映画祭
  - カンヌ国際映画祭、ベルリン国際映画祭、ヴェネツィア国際映画祭、モスクワ国際映画祭[30]
- 四大宝石（貴石）
  - ダイヤモンド、ルビー、サファイア、エメラルド[31] - 財団法人常盤山文庫理事長の菅原通済は、持論として｢天然真珠、ルビー、ダイヤモンド、エメラルド、サファイヤ｣を五大宝石としている。(理論上は)これらから1種類除外したものが4大宝石となる[32]
- 世界四大冬祭り
  - さっぽろ雪まつり、ケベック・ウィンター・カーニバル、ハルビン氷祭り、華川ヤマメ祭り（朝鮮語版）（江原道華川郡華川邑）[33]

### 音楽
- 世界四大ピアノブランド。ピアノ業界で言うところのBig Four
  - スタインウェイ・アンド・サンズ（STEINWAY＆SONS）、ベーゼンドルファー（Bosendorfer）、ベヒシュタイン（C.BECHSTEIN）。以上の世界三大ピアノブランドにブリュートナーを加えたもの - ただしLarry Fine著『2007-2008 Annual Supplement to the Piano Book: Buying & Owning a New or Used Piano』（2007年9月1日）ではカール・ザウター・ピアノフォルテマヌファクトゥーアを加えた5社を「グループ1」としている[34]
- 世界四大音楽メソッド
  - コダーイ・システム（コダーイ・メソッド）、ウォルフ・シュールベルク、リトミック、スズキ・メソード[35]

### 文学
- 世界の四大叙事詩
  - ①イーリアス，オデュッセイア(ギリシャ)②エニード(ローマ)③マハーバーラタ，ラーマーヤナ(インド)。以上の三大叙事詩にカレワラ(フィンランド)を加えたもの。金田一京助の説[36]

### ゲーム
- 世界四大テーブルゲーム
  - ポーカー（トランプ）、チェス、ドミノ、バックギャモン[37]
- 世界四大ゲームアワード（四大GOTY）
  - Golden Joystick Awards、The Game Awards、D.I.C.E. Awards、Game Developers Choice Awards[38][39]

## スポーツ
- 世界四大砂漠マラソン（4 Deserts（英語版）[40]）
  - サハラマラソン、ゴビ砂漠マラソン、アタカマ砂漠レース、南極マラソン[41]
- テニス四大トーナメント
  - 全豪オープン、全仏オープン、全英オープン、全米オープン[42][43]
- Big Four (男子テニス)
  - ロジャー・フェデラー、ラファエル・ナダル、ノバク・ジョコビッチ、アンディ・マリー[44]
- 男子ゴルフ四大トーナメント
  - 全英オープン、全米オープン、マスターズ選手権、全米プロ選手権[45]
- 四大ボクシング世界タイトル認定団体
  - 世界ボクシング協会 (WBA)、世界ボクシング評議会 (WBC)、国際ボクシング連盟 (IBF)、世界ボクシング機構 (WBO) - 日本ボクシングコミッションが公認する世界王座は、これらの団体が認定するものに限る[46]